# Teatr Azazel
Teatr Azazel – pierwszy warszawski żydowski teatr miniatur "Azazel". Kabaret działający w latach 1926–1931.

## Historia

### Powstanie
Teatr powstał z inicjatywy aktorki i pisarki Tei Arciszewskiej, malarza Henryka Berlewiego i reżysera Dawida Hermana. Protektorat sprawowało nad nim Żydowskie Towarzystwo Krzewienia Sztuk Pięknych. Czynna była stała komisja literacka, w skład której wchodzili Jakub Appenszlak, Der Tunkeler (Józef Tunkel), Neumen i Szefner.
Działalność zainaugurował 2 lutego 1926 w Warszawie. Teatr charakteryzowała szczególna dbałość o dekoracyjną oprawę przedstawień i stroje. 
Kierownikiem artystycznym był Dawid Herman (mieszkał na Chmielnej 57), kierownikiem administracyjnym był H. Hart. Dekoracje przygotowywali Henryk Berlewi i Władysław Wajntraub, a także Józef (Jasza) Śliwniak i Izrael Tykociński. Kostiumy projektował też malarz H. Goldszlak. Za reżyserię odpowiadał Dawid Herman, kierownikiem administracyjnym był J. Dancygier, kierownictwo muzyczne sprawował Henryk (Henoch) Kon, kapelmistrzem był Dawid Bajgelman. Występowali młodzi aktorzy ze studia dramatycznego prowadzonego przez Hermana. Na czoło zespołu w opinii recenzentów wysuwali się aktorka Ola Lilith i Władysław Godik (mąż Oli Lilith), który odpowiadał za konferansjerkę.
Teatr występował w sali pasażu Simonsa na Długiej 50 i Nalewki 2, nie utrzymał jednak własnego lokalu. Od 24 listopada 1926 roku występował w teatrze Elizeum na Karowej 18 ale właściciel teatru wycofał się z umowy od 4 stycznia 1927. Na początku 1927 w skład zespołu wchodzili Szmul Klekot, Wolko Godik, Ola Lilith, Nacha Karczmar, Abram Jankiel Kielmowicz, Moszek Abram Potasiński, Hersz Poznański, Nuchym Mielnik, Mina Szpitbaum (pianistka), Ber Wagman (skrzypek), Jankiel Icek Dancygier (kierownik administracyjny), Natan Jakób Weinberg (kierownik techniczny), Nuchym Tenenbaum (maszynista sceniczny). Na początku 1927 roku ze względu na złą koniunkturę w Warszawie i większych miastach zespół był zmuszony występować także w małych mieścinach na prowincji. W 1927 [?] część członków przeszła do teatru Ararat. Recenzent łódzkiego „Głosu Porannego” St. Gelski pisał, że w 1930 roku teatr Ararat został zrekonstruowany i uzupełniony przez artystów teatru Azazel.
13 lipca 1926 roku Azazel występował w Łodzi w programie były m.in. następujące numery: U wrót raju i piekła, Azazel Shimmy, Parodia Shimmy, Rebe Eil Mejlech, Dorożkarz, Na ławce w ogrodzie Krasińskich, Grajkowie podwórzowi, Wujaszek z Ameryki
.
Powstanie Azazelu było dużym wydarzeniem dla społeczności żydowskiej Warszawy w 1926 roku. Nasz Przegląd opisał reakcję siedmiu czasopism z pierwszego przedstawienia; recenzję napisał m.in. redaktor naczelny Naszego Przeglądu Jakub Appenszlak.

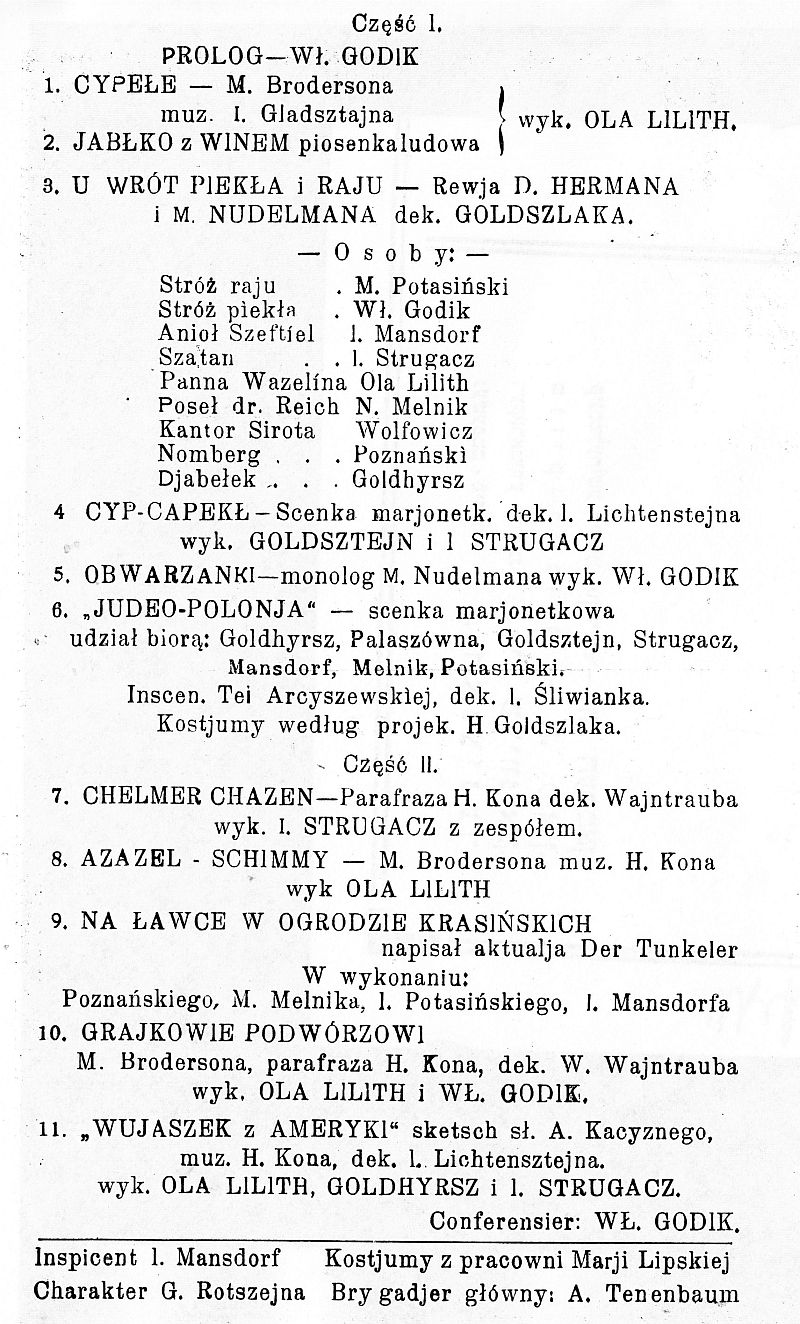
Program Azazel (before 1928). Azazel kleynkunst theate

### Shimmy Azazel
Muzyczną wizytówką teatru był skomponowany przez Henocha Kona shimmy Azazel z tekstem Mosze Brodersona. Tańczony i wykonywany przez Olę Lilith zyskał ogromną popularność i został nagrany na płytach gramofonowych wytwórni Syrena-Electro przez orkiestrę pod batutą Henryka Golda? (Syrena-Electro 5119?, 17918, po drugiej stronie był "Kadisch" Schimmy 5119?, 17922). Mieczysław Miksne napisał do tej muzyki w maju 1926 piosenkę "On nie ma nic". W.g. Lerskiego Azazel Shimmy był nagrany przez Orkiestrę Teatru Perskie Oko z dyrygentem Zygmuntem Wiehlerem, płyta o numerze 533a (17918)
.

### 1929-1931
30 kwietnia 1929 roku teatr występował okazjonalnie we Lwowie z dużym powiedzeniem. Pisano, że w sali teatru Baszkiewicza dużym uznaniem cieszyła się Ola Lilith oraz doskonały konferansjer Godik i Strugacz. W sierpniu 1929 odbyła się w Warszawie premiera w Scali (na Dzielnej 1) widowiska Hopla Mir Lejbn w 2 częściach i 12 obrazach. Pisano, że sensację tej premiery stanowią po długoletniej nieobecności Ola Lilith i rasowy konferansjer Wł. Godik. Dekoracje wykonał Rudjuk. Inni artyści występujący: Sibircew, H. Hart, M. Potasiński, Żucanowicz, komik D. Lederman, Ajzenberg, Sandberg. Przy pulpicie p. S. Wajnberg, kierownik muzyczny Wilhelm Bund. Teatr ogłaszał, że daje tylko 10 występów przed wyjazdem zagranicę.
W sierpniu 1929 roku Nasz Przegląd wydrukował długą recenzję z rewii "Hopla, mir ichen" w 2 częściach i 14 obrazach z udziałem Oli Lilith i W Godika, w której pisano, że oboje stali u kolebki żydowskiej rewii artystycznej i byli piastunami nowego scenicznego stylu w "Azazelu".
18 października 1929 "Nasz Przegląd" pisał, że teatr Azazel urządza świąteczne tournée na prowincji z udziałem Oli Lilli, Wł. Godka i Dawida Ledermana. Teatr występował wtedy w Płocku, Włocławku, Skierniewicach, Tomaszowie, Radomiu, Kielcach, i w Ostrowcu. 10 kwietnia 1931 lwowskie czasopismo "Chwila" ogłaszało, że teatr Azazel będzie występował w tamtejszym Teatrze Żydowskim (Jagiellońska 11) w wesołej rewii świątecznej; aktorami byli artyści Azazelu, Araratu i Chałastry z Malwiną Rappel i śpiewakiem J. Strugaczem, śpiewakiem koloraturowym J. Zucanowiczem, występowali też M. Potaszyński oraz Ben Ami.